# Oni

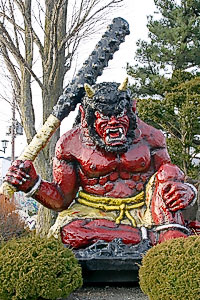
L'estàtua d'un oni portant un kanabo

Un oni (鬼) és una classe de yōkai, dimoni, orc, ogre, o trol en folklore japonès. Són creguts per viure en coves o profund a les muntanyes. L'oni és conegut per la seva força sobrehumana i ha estat associat amb poders com tro i llampec, juntament amb el seu caràcter de mal manifestar en la seva propensió per a assassinat i canibalisme. Són dibuixats amb banyes al cap i ocasionalment un tercer ull en el centre del front. La seva pell és de color vermell, blau, negre, o groc, i porta tapalls de tigre pelt, i una planxa kanabō. També tenen tres a sis dits a les mans i als peus, que acaben amb una urpa. L'Oni és capaç de fer-se el ximplet per atraure les seves víctimes. Pot ser mascle o femella, però ha estat predominantment mascle durant història. A la femella oni se la pot anomenar Yamauba. Quan es disfressa pot ser que no s'apreciï el seu gènere. Se'l relaciona amb la riquesa i la bona fortuna.
Durant el període Heian (794–1185), els oni sovint eren representats a la literatura japonesa, com a monstres terrorífics que es menjaven persones. Una representació habitual d'oni és menjant-se persones d'una queixalada. En un llibre de Nihon Ryōiki es mostra una dona que és devorada per un oni. Hi ha la teoria que la raó per la qual les històries d'onihitokuchi eren habituals és que les guerres, els desastres i les fams en què les persones perden la vida o desapareixen s'interpretaven com que arribaven onis d'un altre món al món actual que s'emporten els humans.
No va ser fins que es va crear la llegenda de Shuten-dōji que l'oni va començar a ser representat a les pintures, i des del segle XIV. Shuten-dōji ha estat considerat com l'oni més famós i fort del Japó. La llegenda de Shuten-dōji s'ha descrit des del segle XIV en diverses arts, arts escèniques tradicionals i literatura com ara emakimono, jōruri, noh, kabuki, bunraku i ukiyo-e. El tachi (espasa llarga japonesa) "Dōjigiri" amb el qual Minamoto no Yorimitsu va decapitar Shuten-dōji' a la llegenda, ara està designat com un tresor nacional i un dels Tenka-Goken (Cinc espases més grans sota el cel).
Són personatges populars en l'art, la literatura i el teatre japonesos i apareixen com a personatges tipus en els coneguts contes de fades de Momotarō (Peach Boy), Issun-bōshi i Kobutori Jīsan. Tot i que els oni s'han descrit com a criatures aterridores, en la cultura moderna se n'expliquen històries menys espantoses, com ara les d'Oni Mask i Red Oni Who Cried.